# ロッジャーノ・グラヴィーナ
ロッジャーノ・グラヴィーナ（イタリア語: Roggiano Gravina）は、イタリア共和国カラブリア州コゼンツァ県にある、人口約7,200人の基礎自治体（コムーネ）。

## 地理

### 位置・広がり

#### 隣接コムーネ
隣接するコムーネは以下の通り。
- アルトモンテ
- マルヴィート
- サン・ロレンツォ・デル・ヴァッロ
- サン・マルコ・アルジェンターノ
- サン・ソスティ
- サンタ・カテリーナ・アルバネーゼ
- タルシア